# Въоръжени сили на Османската империя в Руско-турската война (1877 – 1878)
Въоръжените сили на Османската империя са основен участник и страна в Руско турската война (1877 – 1878)

## В навечерието на войната
Въоръжените сили на Османската империя са организирани според Ландверната система, заимствана от Прусия и приета през 1869 г. Осъществяването на военната система трябва да осигури на империята през 1878 г. около 700 000 войници.

## Състав, структура и тактика
Сухопътните сили се подразделят на: пехота, артилерия, кавалерия и жандармерия. Състоят се от низам, редиф и мустахфъз. През април-май 1877 г. включват: 580 табора, 147 ескадрона и 143 батареи. Общо: 406 000 редовни офицери и войници, 70 000 нередовни офицери и войници (включително башибозук и черкезка конница) и 858 полеви оръдия. От тях около 280 000 офицери и войници са дислоцирани в европейските владения на империята, като 190 000 офицери и войници са отделени за преки действия срещу Руската армия. Останалите са разположени в Албания, Босна и Херцеговина, Епир, о-в Крит и Тесалия.
Действащите срещу руската армия сили достигат най-голям брой (около 250 000 офицери и войници) към края на борбата за надмощие. В края на военните действия съставът намалява до около офицери и 125 000 войници, способни организирано да противодействат на руските сили на Балканския полуостров.
Османският военен флот в началото на 1877 г. включва 22 броненосни и 82 неброненосни съда, въоръжени със 763 оръдия и екипаж от 15 000 офицери и войници. Дунавската флотилия е съставена от 10 броненосни и други плавателни съдове. Подготовката на личния състав на флота е под равнището на материалната част. Оказва неефективна подкрепа на сухопътните сили. Извършва главно превоз на военни части, около 150 табора до Варна, Дедеагач, Цариград и Кавказкия фронт.
Структурни военни единици са:
- Подразделения – бейлюк (рота), табор (батальон)
- Част – алай (полк), лива (бригада), фурк (дивизия)
- Съединение – орду (корпус)
- Обединение – армия

Основен тактически боен строй е таборния, подкрепян от огъня на модернизирани артилерийски системи, които са на висота. Поради възприетия отбранителен стратегически военен план се разчита на добре изградените преди войната крепости – Видин, Русе, Силистра, Варна, Шумен, Карс и др. В хода на войната инженерно добре се изграждат временни укрепителни съоръжения, включващи редути, траншеи, окопи, ложименти и др. (Плевен, с.Телиш, с.Горни Дъбник, Ловеч, с.Шейново).
При наложената от руската армия маневрена война, с висока степен на движение на войските, висшето командване проявява слаба инициатива и фантазия. Често допуска несъгласуваност в действията на колоните и се увлича по фронтални атаки с голям брой жертви в битките при Шипка, Шейново, частично при Плевен. Допуска флангови удари и откъм тила в битките при Ловеч, Джуранли, София, Шейново и др. Войските слабо се приспособяват към силно пресечения терен в зоната на военните действия. Разузнаването отстъпва на руското и допуска неинформираност или лоша оценка на руските планове и сили при Свищов, Никопол, Шипка, зимното преминаване на Стара планина и др. Съобщителните телеграфни връзки са на висота. Материалното осигуряване (продоволствие, боеприпаси и др.) е в достатъчни количества, но е съсредоточено в големи точкови военни складове. При маневреното руско настъпление са пленявани (София, Карс, Одрин) или снабдителните пътища до частите са прекъсвани (Ловеч, Телиш, Горни Дъбник, Ябланица). Загубите на огромни количества боеприпаси и продоволствие са невъзстановими. В резултат често се деморализират цели дивизии, корпуси и армии, които в хода на бойните действия са пленявани Западната османска армия при Плевен и Централна османска армия при с. Шейново.
Офицерският състав в артилерията и инженерните части е комплектуван от завършили 6-годишно военно училище. В пехотата и конницата до 10% от офицерите имат подобно образование. Останалите са набрани от подофицерския състав, където четене и писане не са задължителни. Старшите и висши командири са завършили военно училище и имат боен опит от потушаване на въстания, Сръбско-турската война (1876) и частично от Кримската война (1853 – 1856). Част от тях са пруски и английски офицери, които в мирно време са инструктори в армията. Редовият състав, въпреки реформите от втората половина на XIX век е набран изцяло от мюсюлмани и е храбър и самопожертвувателен при добро командване.

## Въоръжение
Пехотата е въоръжена с пушка Хенри-Мартини и Пибоди-Мартини. Отличават се с добра скорострелност и далекобойност. В навечерието на войната в наличност са 334 000 броя, от които 310 000 раздадени. Останалите са на склад. Конницата и башибозукът са въоръжени с пушка Шнайдер, от която в наличност са 325 000 броя. Артилерията е въоръжена със 75 и 87 мм. полеви оръдия Круп (стоманени) с добра скорострелност и далекобойност. Стрелят със снаряди. На въоръжение са и 1000 голямокалибрени и среднокалибрени обсадни и брегови оръдия Круп.

## Действаща армия

### Главнокомандващ
Върховен Главнокомандващ на въоръжените сили е султан Абдул Хамид II. В негова помощ е „таен военен съвет“. Военен министър (сераскер) е Редиф паша, подпомаган от военен съвет (дарихура). Генералният щаб е съставен от 130 офицери.
За военните действия на Балканския полуостров е създадена Действаща армия. Неин главнокомандващ е Абдул Керим паша, заменен последователно от Мехмед Али паша и Сюлейман паша. Лишен е от свобода на действие. Плановете му се обсъждат от „тайния военен съвет“ и се утвърждават от султана.

### Армии
За бойните действия са създадени 4 армии. Формират се на основата на Армейските корпуси, допълнени с гарнизоните на постоянните крепости и усилени с отделни военни части. Командирите на корпуси често са и командири на армия.
- Западна армия с командир Осман паша. Достига до 50 000 офицери и войници и 72 оръдия. Действа в Централна Северна България.
- Източнодунавска армия с командир Мехмед Али паша, заменен от Сюлейман паша. В началото на войната е 73 000 офицери и войници и 28 1/2 батареи, като съставът ѝ постоянно нараства. Действа в Североизточна България.
- Централна армия с командир Сюлейман паша, заменен последователно от Реуф паша и Вейсел паша. Достига до 37 350 офицери и войници и 63 оръдия. Действа в Южна България и Централна Стара планина.
- Орханийска армия с командир Шевкет паша, заменен последователно от Мехмед Али паша и Шакир паша. Достига до 25 470 офицери и войници. Действа в района на Западна Стара планина.

Създадени са и сили за действие на Кавказкия фронт.
В хода на бойните действия започва процес на загуба на личен състав: убити, ранени, болни, пленени и дезертирали. Създава се командна криза, която се изразява в честа смяна на командирите. В заключителния етап на действията, общия боеспособен състав на армиите не надвишава 125 000 офицери и войници.

### Корпусна организация
Състои се от четири армейски корпуса:
- Видински армейски корпус, който влиза в състава на Западната армия с командир Осман паша.
- Албански армейски корпус, който влиза в състава на Централната армия с командир Сюлейман паша, заменен от Вейсел паша.
- Разградски армейски корпус, който влиза в състава на Източнодунавската армия с командир Ахмед Еюб паша.
- Ескиджумайски армейски корпус, който влиза в състава на Източнодунавската армия с командир Хасан паша.

## Военен план
Изхожда от предпоставката, че основните османски сили не са в състояние да предотвратят десанта на преминаващата през река Дунав руска армия. Предвижда се съсредоточаване на силите в два главни пункта: четириъгълника на крепостите Русе-Силистра-Варна-Шумен и Видинската крепост. В случай, че атаката от главните пунктове срещу руските флангове не успее е предвидено изтегляне на линията на Стара планина, при задържане на няколко опорни пункта (Варна, Шумен и др.). Силите на Кавказкия фронт преминават на руска територия и отвличат руски сили от Балканския полуостров. Флотът блокира руското крайбрежие и осигурява господство по Черно море и Дунав.
Османският военен план е провален от руското командване, което налага маневрени действия с дълбоко проникване в Южна България. Ударът срещу руските флангове е предотвратен с обсадата на Западната османска армия при Плевен и задържането на противниковите сили в района на четириъгълника на крепостите.